# Dallas
|  | Per a altres significats, vegeu «Dallas (desambiguació)». |

Dallas, situada a l'estat de Texas, és la vuitena ciutat més gran dels Estats Units. D'acord amb el cens del 2000, Dallas el 2020 tenia una població d'1,3 milions d'habitants; l'àrea metropolitana, coneguda com a "Metroplex" i que inclou altres ciutats com Fort Worth i Arlington, té una població de 5,2 milions d'habitants, la més grossa de l'estat de Texas i la quarta més grossa dels Estats Units.
Va ser fundada el 1841 per John Neely Bryan, després que l'estat de Texas declaràs la independència de Mèxic, i funcionava com a república independent. A final del segle xix Dallas s'havia convertit en el centre de comerç de cotó, cereals i fins i tot de búfal. Al començament del segle xx Dallas s'havia transformat en un centre bancari i de negocis; el 1930 s'hi va descobrir petroli a 160 km cap a l'est de la ciutat, que en va fer el centre financer de la indústria petroliera de Texas i Oklahoma fins a la dècada dels vuitanta. El 1958, el xip d'ordinadors de circuiteintegrat va ser inventat a Dallas per Jack Kilby, de la companyia Texas Instruments. Avui dia, Dallas és seu de les seus de Pizza Hut i Blockbuster, entre d'altres companyies conegudesl internacionalment. Les universitats més importants de l'àrea metropolitana de Dallas són Southern Methodist University (Universitat Metodista del Sud), University of Texas at Dallas (Universitat de Texas en Dallas), University of Dallas (Universitat de Dallas) i University of Texas at Arlington (Universitat de Texas a Arlington). L'aeroport de Dallas-Fort Worth (DFW) és el més gran de l'estat, el segon més gran dels Estats Units i el tercer més gran del món. En termes de trànsit és el setè del món.
El president John Fitzgerald Kennedy va ser assassinat a la ciutat de Dallas el 1963.

## Història

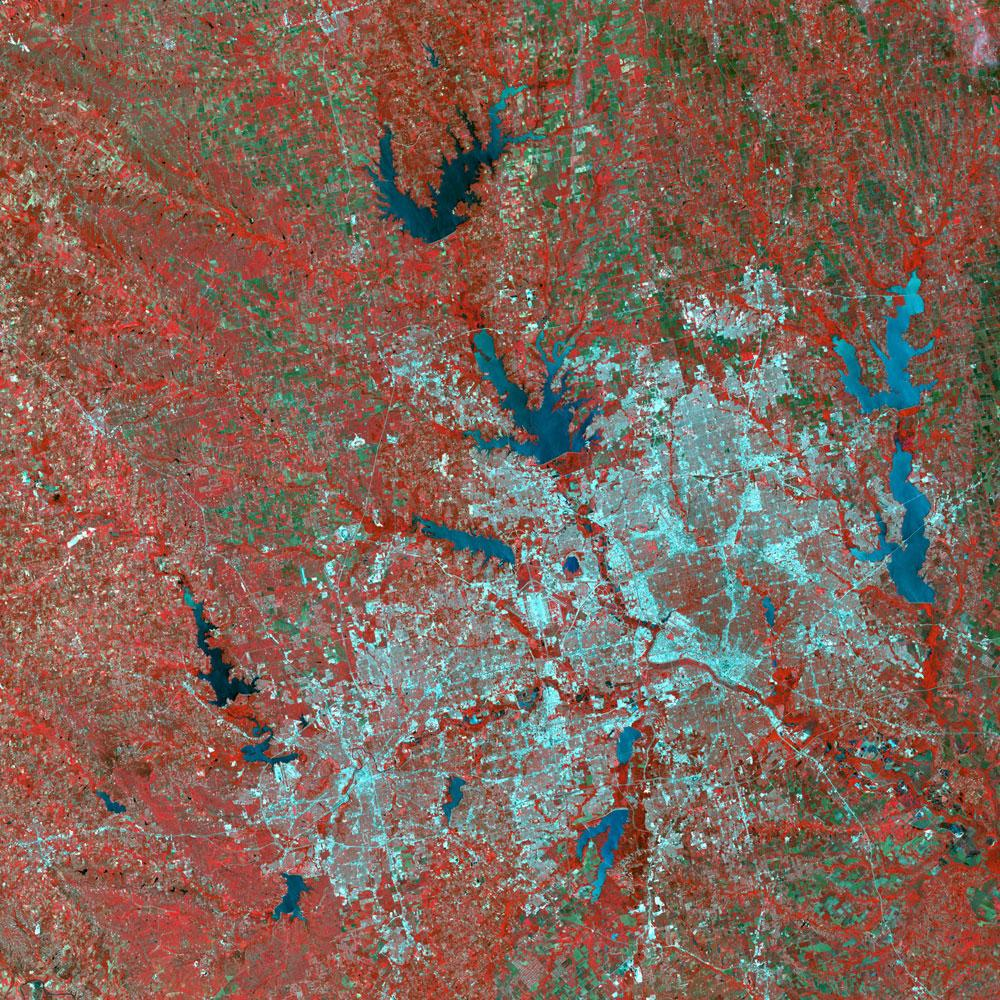
Imatge per satèl·lit de la ciutat.

En els temps prehispànics, l'àrea de Dallas estava habitada pels caddos. Al segle xvi l'Imperi Espanyol va declarar el territori com a part del Virregnat de la Nova Espanya. Més tard, França també va declarar l'àrea com a part del seu territori fins que es va signar el Tractat d'Adams-Onís el 1819. La zona va romandre en mans d'Espanya fins al 1821, quan Mèxic va declarar la seva independència. Texas i el que ara és Dallas van formar part de l'estat mexicà de Coahuila i Texas. El 1836, l'estat texà es va proclamar independent i es va formar la República de Texas. El 1841, John Neely Bryan va fundar la ciutat de Dallas en el lloc on diversos camins caddoenses es creuaven en un gual natural del Riu Trinitat. El lloc va ser el lloc més fàcil per creuar i el més proper al camí planejat per Preston, que connectaria el sud de Texas amb el nord. Inicialment, Bryan volia fundar Dallas com un centre de negocis entre els amerindis i els pioners. El 1846, Dallas va esdevenir part dels Estats Units quan aquest va unir al seu territori la República de Texas. En aquest mateix any es va crear el Comtat de Dallas. El 1850 es va declarar Dallas com la seu permanent del comtat de Dallas.

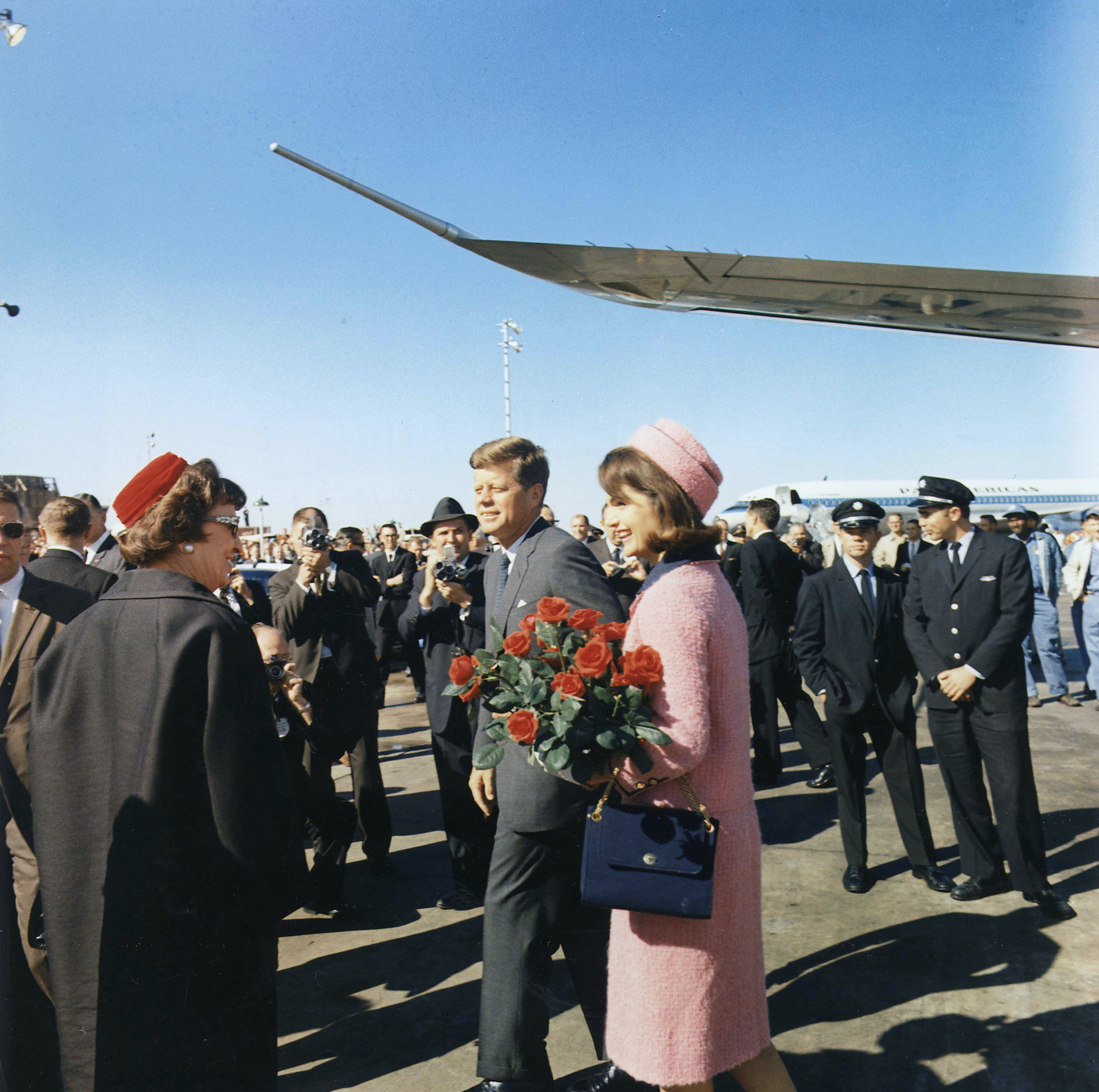
L'arribada del president John F. Kennedy i la seva dona a Dallas poc temps abans de l'assassinat.

El 1911, Dallas va esdevenir una de les dotze localitats regionals a tenir un Banc de Reserva Federal, el que asseguraria la conversió de la ciutat en centre financer. El 1915 es van obrir les portes de la Universitat Metodista del Sud (Southern Methodist University), la primera universitat important a Dallas. A la Gran Depressió dels anys 1930, Estats Units va patir un alt índex d'atur, un estancament de l'economia i un augment de la pobresa. Encara que Dallas no va ser una excepció, la ciutat no va patir tant com altres zones a causa del troballa de petroli.
El 22 de novembre del 1963, el president John F. Kennedy va ser assassinat al carrer Elm mentre la seva caravana passava per la Plaça Dealey, al centre de la ciutat de Dallas. 80 minuts després, Harvey Oswald va ser arrestat a un teatre del barri d'Oak Cliff. L'endemà passat, el 24 de novembre, l'acusat va ser assassinat a una comissaria de Dallas davant de les càmeres de televisió i de l'audiència nord-americana en el que es va convertir en el primer assassinat en directe dels Estats Units. Anys després, va ser construït el Kennedy Memorial i declarat museu l'edifici des d'on se li va disparar.
Entre els anys 1970 i anys 1980 la ciutat va experimentar un alt creixement demogràfic que va provocar un canvi de perfil en ella. Degut a l'immens èxit de la sèrie de televisió  Dallas, la ciutat es va tornar una de les ciutats nord-americanes més reconegudes internacionalment en els 80. El 1983, els votants de Dallas van aprovar la creació del transport públic, anomenat DART. El 1996, el sistema va obrir la seva primera línia de tren.

## Geografia i clima
Segons l'Oficina del Cens dels Estats Units, Dallas té una superfície total de 999.33 km², de la qual 881.94 km² corresponen a terra ferma i (11,75%) 117.39 km² és aigua. El clima de la ciutat és estepari, amb una amplitud tèrmica molt gran al llarg de l'any. L'estiu és càlid, d'humitat mitjana, i s'arriben a assolir fàcilment temperatures de 37,7 °C, la tardor i la primavera són estacions seques i temperades, a l'hivern les temperatures són fredes i es produeixen gelades, arribant a tenir precipitacions en forma de neu.

## Barris
La ciutat de Dallas està dividida en diferents barris. El centre de Dallas és l'epicentre de la ciutat i juntament amb el centre de Fort Worth, l'epicentre del Dallas/Fort Worth Metroplex. El centre per si sol té també diferents barris entre els quals s'inclouen el West End, el Districte d'Arts, el Districte Farmers Market, el Districte de Negocis, el Districte del Convention Center, i el Victory Park. Al costat del centre de Dallas, rumb al nord, es troba Turtle Creek i l'àrea d'Uptown. Al nord de Dallas també es troben els enclavaments de Highland Park i d'University Park.
Al sud de la ciutat es troben els barris d'Oak Cliff, South Oak Cliff i l'enclavament de Cockerell Hill. Oak cliff està localitzat al sud-oest del centre i està habitat predominantment per hispans. South Oak Cliff està al sud d'aquesta i està habitat principalment per afroamericans.

## Economia
L'àrea de Dallas/Fort Worth és coneguda com el Silicon Valley de Texas, per l'alta concentració de companyies de telecomunicacions. L'epicentre del Silicon Valley és la llar de més de 5.700 companyies i 40.000 empleats. Aquesta regió és la seu de les oficines nacionals de CompUSA i Canadian Nortell i les oficines regionals d'Alcatel, AT & T, Ericsson Fujitsu, MCI, Nokia, Nokia Siemens Networks, Rockwell, Sprint Corporation i Verizon. El districte central de Dallas està cablejat amb més de 160 km de fibra òptica. Encara que la indústria de les telecomunicacions va patir un cop dur en l'última recessió, la majoria dels negocis a Dallas tenen un millor rendiment de mitjana que altres economies regionals. Empreses amb seu a Dallas, Irving o Mesquite inclouen ExxonMobil, la companyia més gran (per ingressos) del món, 7-Eleven, Blockbuster, EDS, ENSCO Offshore Drilling, Kimberly-Clark, TXU, Mary Kay Cosmetics, Southwest Airlines, CompUSA, Texas Instruments, Fluor, i Sars. Seus corporatives en el suburbi de Map inclouen Fregit-Lay, Dr Pepper i JCPenney.

## Cultura

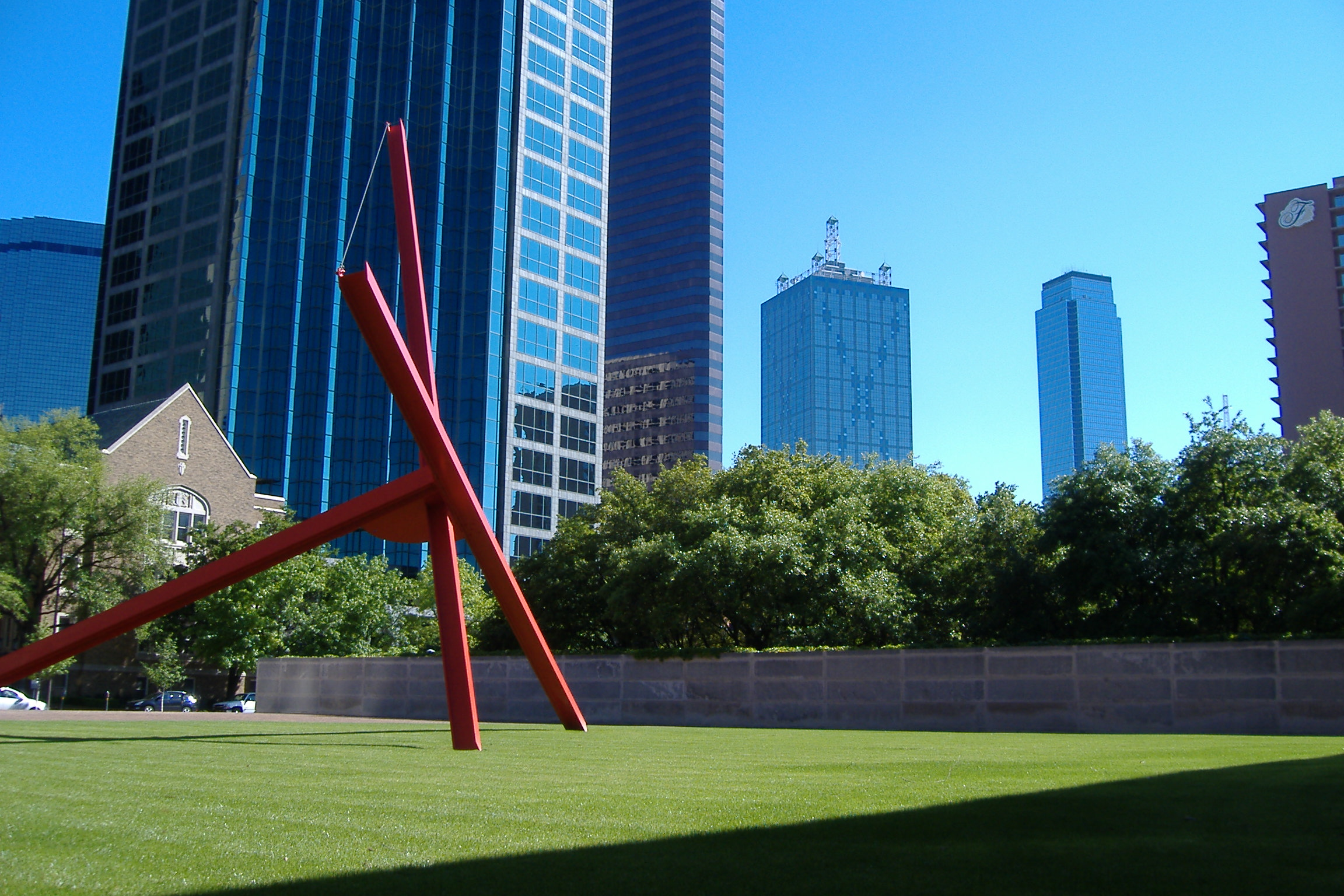
Au, de Marc DeSuvero, al Museu d'Art de Dallas.

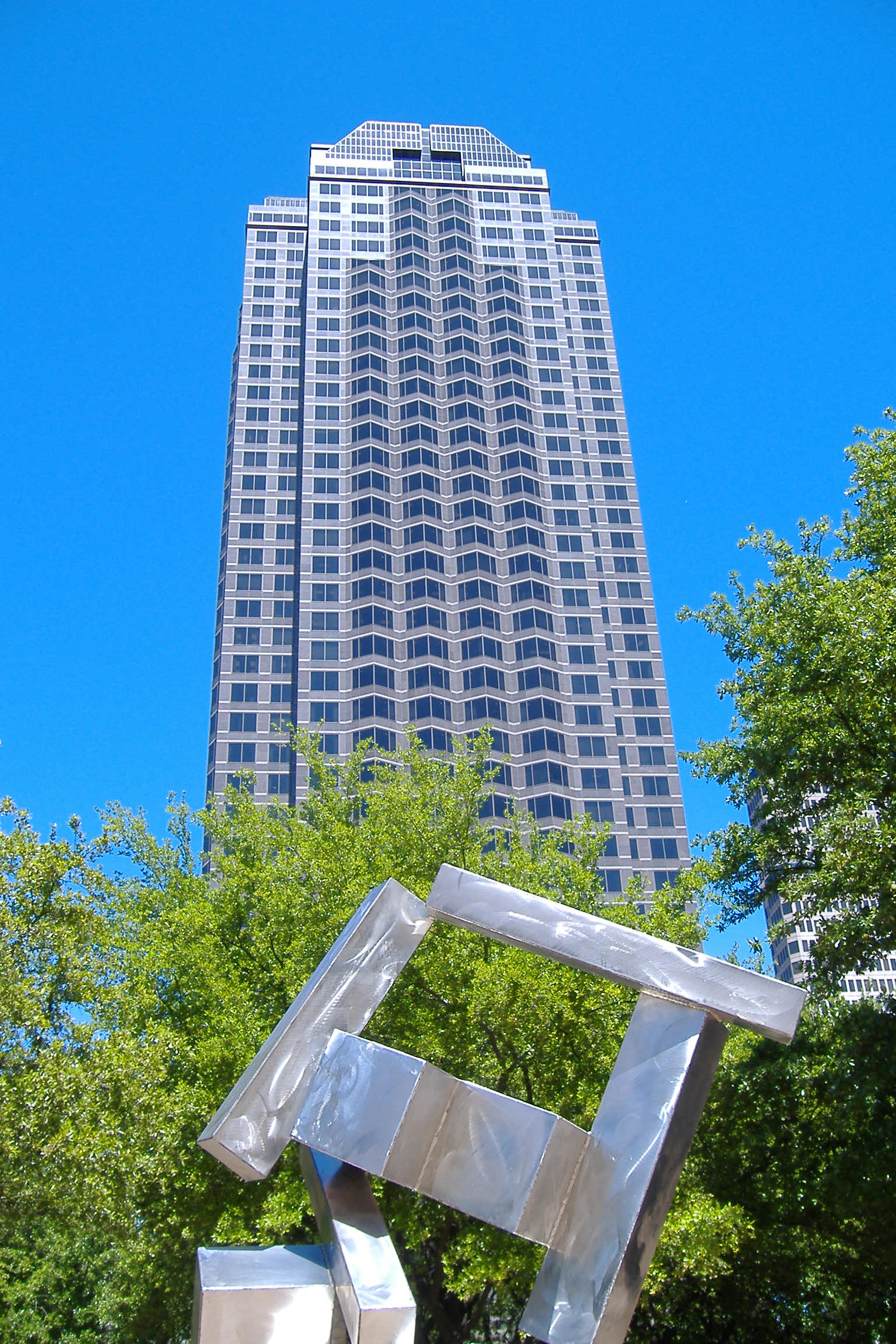
El Centre Trammell Crow al centre de Dallas.

### Arts
Al districte d'Arts, al centre de Dallas es concentren institucions artístics. Les més notables s´p, el Museu d'Art de Dallas, el Centre de Simfonia Morton H. Meyerson, la Col·lecció d'Arts Asiàtiques de Trammell i Margaret Crow, el Centre d'Escultura Nasher i, molt a prop, el contemporari de Dallas. Instal·lacions en construcció inclouen la Casa d'Opera Winspear i el Centre de les Arts Teatrals de Dallas. Al districte també hi ha la Preparatòria Booker T. Washington per a les Arts Teatrals i Visuals del Districte Escolar Independent de Dallas. El Museu del Sisè Pis a la Plaça Dealey és un dels favorits entre els turistes que desitgen coneixements relacionats amb l'assassinat del president John F. Kennedy.
A la Universitat Southern Methodist hi ha el Museu Meadows, creat per un empresari petrolier del mateix cognom. Exposa una col·lecció d'art espanyol, des de l'edat mitjana fins a artistes contemporanis.

### Gastronomia
Dallas és coneguda per la graella, l'autèntica gastronomia mexicana i el menjar Tex-Mex. Productes famosos de l'escena culinària inclouen el carrer dotze, Sonny Bryan's Smokehouse, El Fénix, Mi cocina, Bone Daddy's Barbeque, la Mansió de Turtle Creek, i la Pizza Margarita. El French Room va ser nomenat el millor restaurant dels Estats Units per Zagat. De mitjana, els habitants surten a menjar 4 vegades, el qual el posa en el tercer índex més alt dels Estats Units, després de Houston i Austin.

## Esports
Dallas és una de les sis ciutats dels Estats Units que té un equip en les cinc lligues més prominents d'esports professionals. La ciutat està representada a la NFL de futbol americà pels cinc vegades campions Dallas Cowboys, que juguen al nou Cowboys Stadium, un dels estadis més grans i moderns del món. Els Dallas Stars de la NHL d'hoquei sobre gel també han sumat un campionat. El FC Dallas, amb seu al Pizza Hut Park, és el club de futbol de la ciutat que juga a la Major League Soccer (MLS). Els Dallas Mavericks de bàsquet, que juguen a l'American Airlines Center, van obtenir el seu primer anell de l'NBA a la temporada 2010-11. L'equip de beisbol de la ciutat és el Texas Rangers.

## Mitjans de comunicació
Dallas té nombrosos diaris, revistes, estacions de televisió i ràdio locals que serveixen al Dallas/Fort Worth Metroplex sencer, què ho fa en el 5 mercat més gran dels Estats Units.
Diaris
Dallas té un diari, The Dallas Morning News, el qual va ser fundat l'any 1885 per A. H. Belo. El Dallas Times Herald, que va començar el 1988, era el major competidor de The Dallas Morning News fins que Belo el va comprar el 8 de desembre del 1991 i va tancar el diari al següent dia. Altres diaris són Al Dia, un diari en espanyol, i Quick, una versió de The Dallas Morning News, gratis i amb l'estil de breus. Tots dos són publicats per Belo.
Altres publicacions de diari inclouen al Dallas Observer, una alternativa de diari setmanal, i D Magazine una revista mensual de negocis, vida i entreteniment al Metroplex.
A l'àrea metropolitana, el Fort Worth Star Telegram és un altre diari significatiu, cobrint a Fort Worth/Comtat Tarrant i altres suburbis a l'oest i al nord-est de Dallas.

## Religió

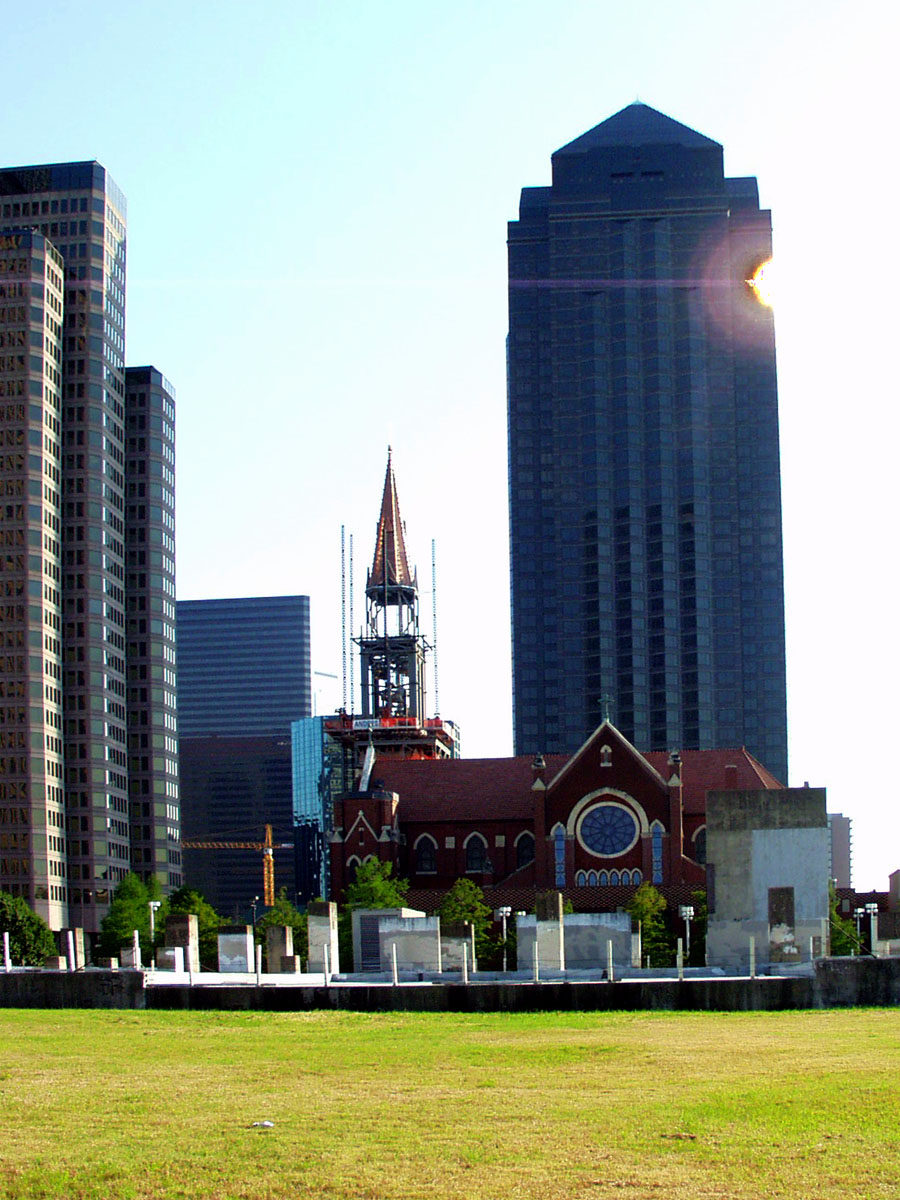
Catedral Santuari de Guadalupe en construcció.

Hi ha una influència gran de protestants i la ciutat està en una regió on les esglésies metodistes i baptistes són prominents en molts barris i tenen les dues universitats privades més grans de la ciutat. La ciutat també és la llar d'una comunitat mormona.
L'església catòlica també és una organització significativa en augment a la ciutat. L'església opera la Universitat de Dallas a Irving i la Catedral Santuari de Guadalupe al Districte d'Arts, la qual té la segona comunitat més gran dels Estats Units. Dallas també és la llar de tres esglésies ortodoxes. La ciutat també compta amb una comunitat jueva, especialment al nord i est de la ciutat. La comunitat musulmana més destacada està localitzada en els suburbis del nord i del nord-est. Una comunitat hindú també existeix en els límits de la ciutat i a Irving.

## Demografia

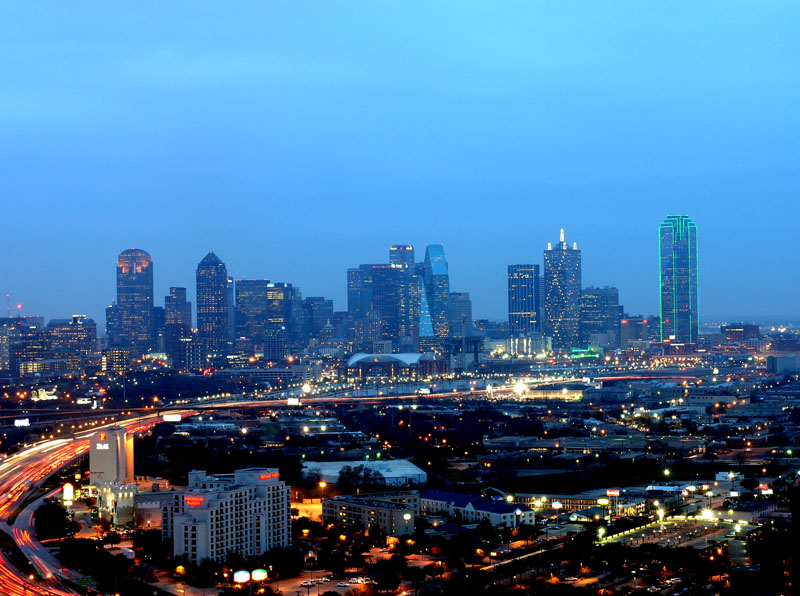
Vista aèria de Dallas.

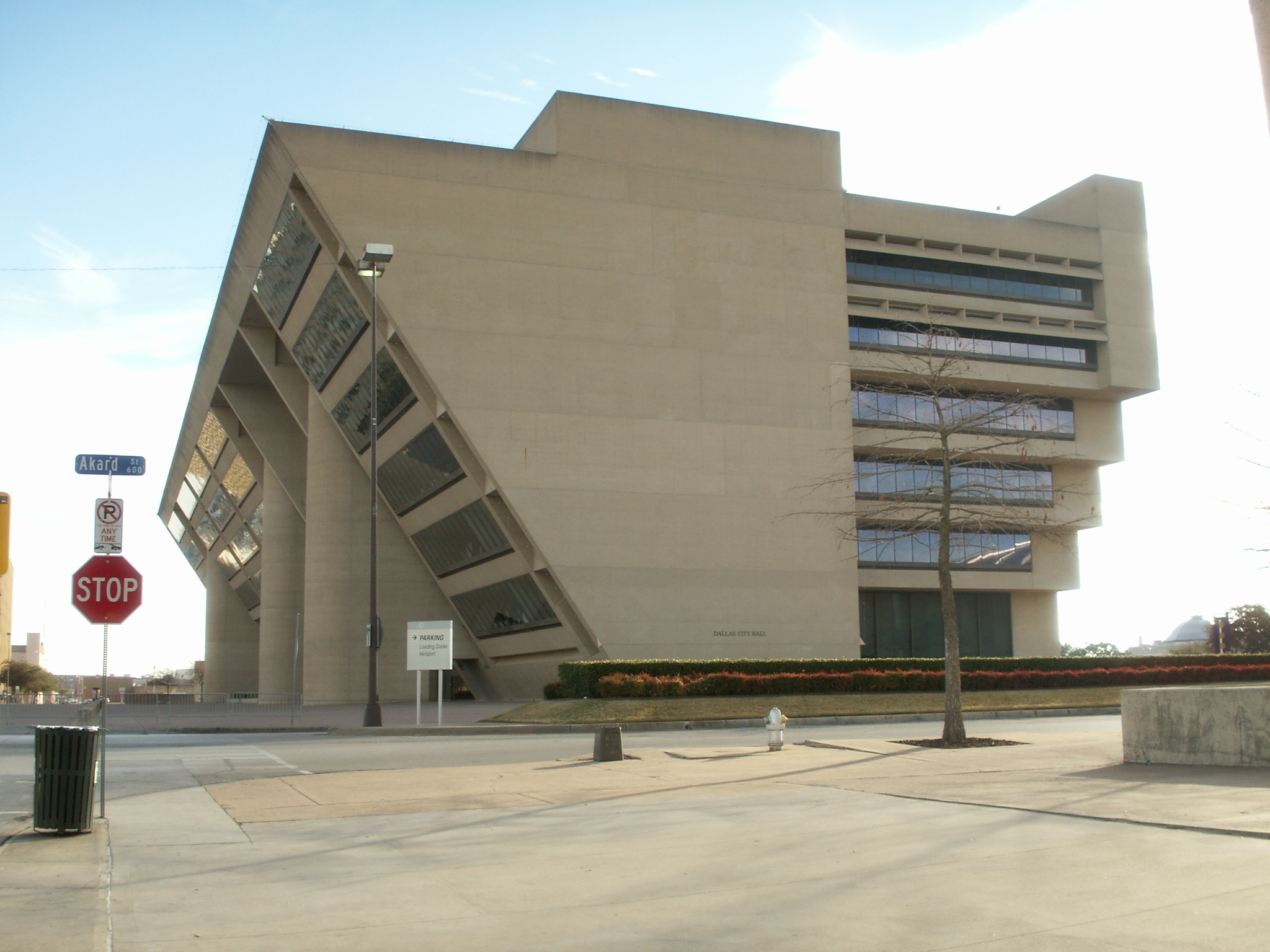
Alcaldia (Ajuntament) de Dallas.

Segons el Cens dels Estats Units del 2010, hi havia 1.197.816 persones residint a Dallas. La densitat de població era de 1.198,61 hab./km². Dels 1.197.816 habitants, Dallas estava compost per un 50,71% de blancs, el 24,96% eren afroamericans, el 0,68% eren amerindis, el 2,86% eren asiàtics, el 0,04% eren illencs del Pacífic, el 18,1% eren d'altres races i el 2,65% pertanyien a dues o més races. Del total de la població el 42,35% eren hispans o llatins de qualsevol raça.
En el cens dels Estats Units del 2000, de les 851.833 llars, el 30,3% tenien nens de 18 anys o menys, el 38,8% eren parelles casades i vivint junts, el 14,9% era de dones solteres, i el 41% no van ser classificades amb família. De les 851.833 llars, 23.959 eren compostes per parelles no casades: 3.615 heterosexuals, 18.684 homes homosexuals i 1.660 dones homosexuals. El 32,9% de tots els habitatges eren compostes per solters i el 6,5% per algú de 65 anys o més vivint sol. La mitjana de la grandària de la llar va ser de 2,58 i la grandària de família de 3,37.
A la ciutat la població es repartia amb el 26,6% per sota de 18 anys, 11,8% de 18 a 24, 35,3% entre 25 i 44, 17,7% de 45 a 64, i 8,6% de 65 anys o més. L'edat mitjana era de 30 anys. Per cada 100 dones hi havia 101,6 homes.
La mitjana d'ingrés per habitatge a la ciutat era de 37.628 $ i la mitjana d'ingrés per a una família de 40.921 $. Els homes tenien una mitjana d'ingrés de $ 31.149 comparat amb els $ 28.235 de les dones. Al voltant del 14,9% de les famílies i el 17,8% de la població total viu sota la marca de pobresa, incloent-hi el 25,1% dels menors de 18 i el 13,1% dels majors de 65 anys. El 2006 el cost mitjà d'una llar va ser de $ 125.800, i després d'una recessió el 2003, Dallas ha vist un increment estable en el cost d'habitatges en els últims 6 anys.
La conformació racial de la ciutat era d'un 50,83% de blancs, 25,91% de negres, 0,54% amerindis, 2,70% asiàtics, 0,05% illencs del pacífic, 17,24% d'altres races i el 2,74% de 2 o més races. El 35,55% de la població era d'hispans o llatins de qualsevol raça. Els hispans van sobrepassar als afroamericans per primera vegada en el cens del 2000 com el grup minoritari més gran de Dallas.
La ciutat històricament ha estat predominalmente de raça blanca però la seva població es va diversificar segons ha anat creixent de grandària i importància la ciutat durant el segle xx. El percentatge d'estrangers que resideixen a la ciutat és de gairebé el 25%. La minoria més gran de la ciutat són els hispans, que és predominantment mexicana. Dallas és la destinació més gran pels immigrants mexicans que busquen oportunitats als Estats Units per la seva proximitat relativa, igual que la resta de l'estat, a la frontera dels Estats Units i Mèxic. L'àrea sud-oest de la ciutat és predominantment hispana, especialment el barri d'Oak Cliff. L'àrea sud i sud-est de la ciutat és predominantment afroamericana. L'àrea nord i est és de majoria blanca i el nord-oest és de majoria hispana i asiàtica. La ciutat també conté poblacions localitzades de xinesos, taiwanesos, coreaeans, indús, alemanys, polonesos, russos, i jueus.

## Educació

### Escoles
La ciutat de Dallas compta amb el Districte Escolar Independent de Dallas (DISD), el dotzè districte escolar més gran dels Estats Units. El districte opera independentment de la ciutat i té matriculats a 161.000 estudiants. El 2006, l'Escola per als Talentosos i Dotats va ser nomenada com la millor escola dels Estats Units (entre les escoles públiques) per Newsweek. Una altra escola del districte, l'escola Magnet de Ciències i Enginyeria, va quedar en el vuitè lloc en el mateix estudi. Altres escoles de la llista eren les preparatòries de Woodrow Wilson, Hillcrest i WT White. La preparatòria "Woodrow", com és comunament anomenada, va ser nomenada la millor preparatòria de comprensió per la publicació de D Magazine.
Altres districtes escolars que podem trobar a Dallas són el Districte Escolar Independent de Carrollton-Farmers Branch, el Districte Escolar Independent de Duncanville, el Districte Escolar Independent de Garland, el Districte Escolar Independent de Highland Park, el Districte Escolar Independent de Mesquite, el Districte Escolar Independent de Map i el Districte Escolar Independent de Richardson. El Districte Escolar Independent de Wilmer-Hutchins va funcionar algun temps en algunes zones del sud de Dallas, però va ser tancat en començar l'any escolar 2005-2006. Després del tancament, l'Agència d'Educació de Texas va incorporar WHISD al districte de Dallas.

### Universitats
Els col·legis comunitaris del Comtat de Dallas són gestionats pels mateixos col·legis comunitaris ("community colleges"). Al Comtat de Collin, en canvi, és el Collin College qui els gestiona.
La Universitat de Texas de Dallas és a prop de Dallas.

### Biblioteques

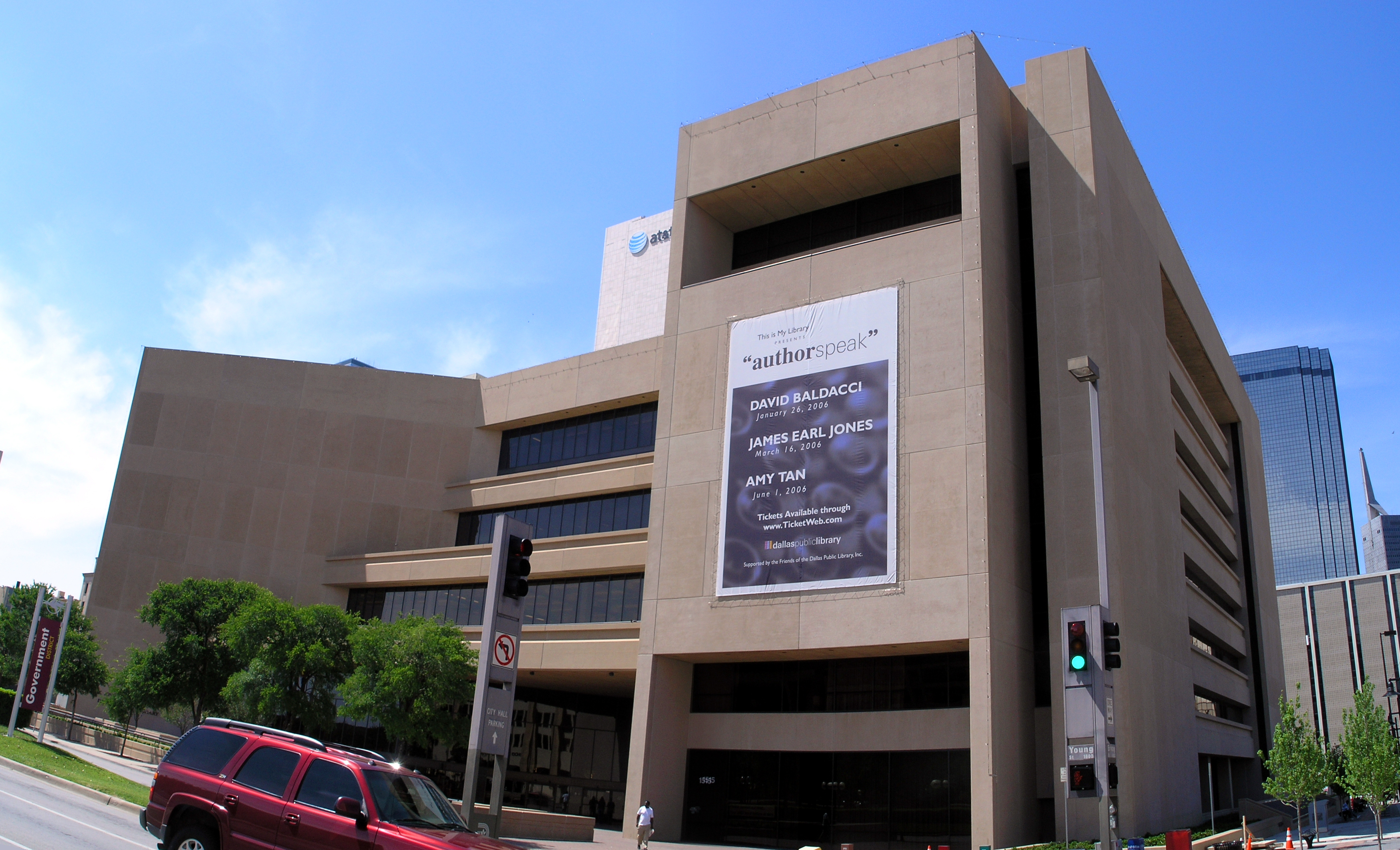
La Biblioteca Central J. Erik Jonsson (J. Erik Jonsson Central Library) de la Biblioteca Pública de Dallas.

Les biblioteques públiques a Dallas són gestionades per la mateixa xarxa de biblioteques.

## Transport

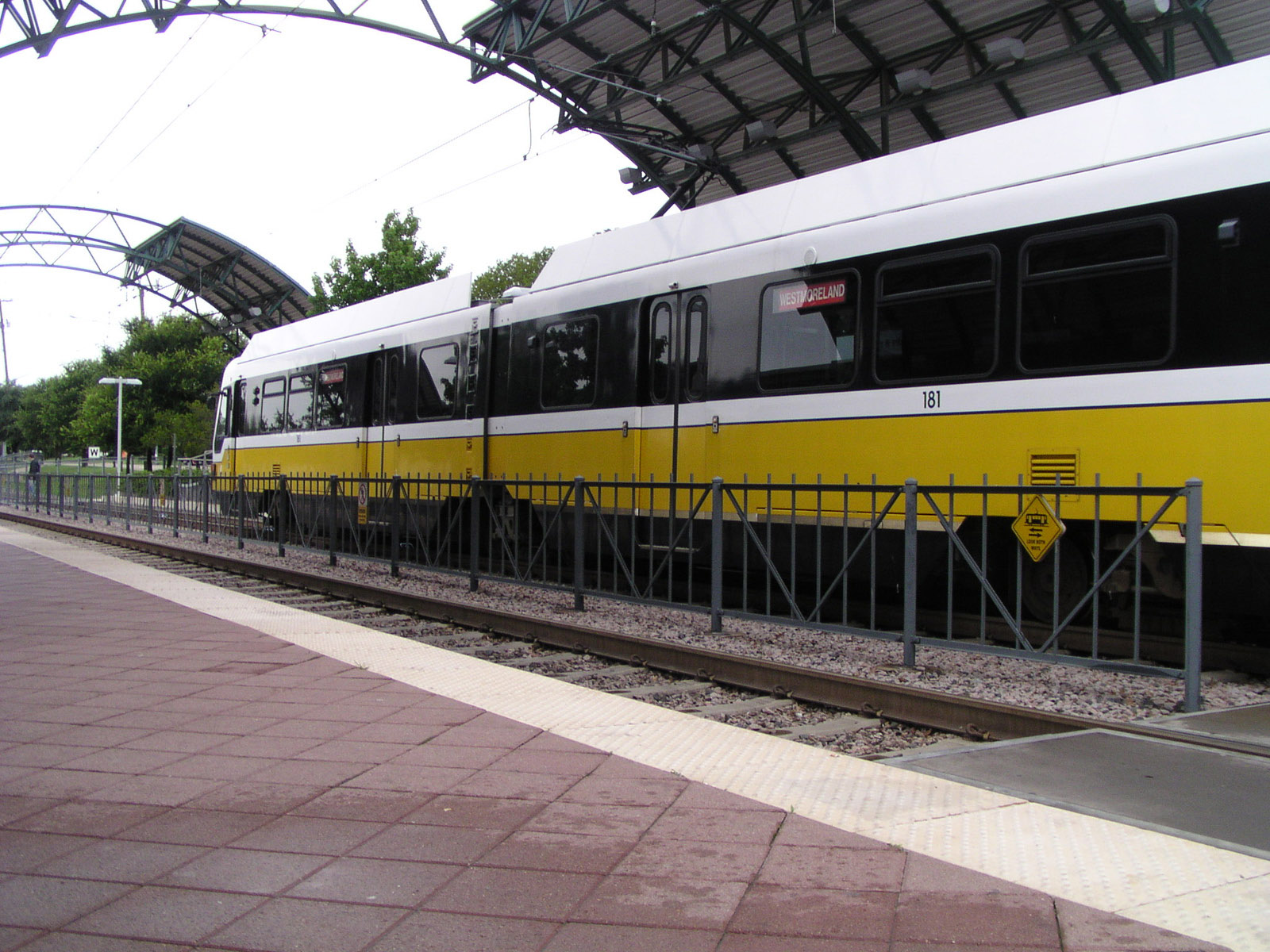
Tren del Dallas Area Rapid Transit a l'Estació Hampton.

El mitjà de transport principal a la Ciutat de Dallas és l'automòbil particular. Encara que s'han fet grans esforços per incrementar la disponibilitat d'alternatives de trànsit, incloent-hi la construcció de línies de tren, rutes d'autobusos i bicicleta, el transport públic encara és força limitat. La ciutat és semblant a moltes altres dels Estats Units que van desenvolupar-se en els últims anys del segle xx; s'hi troba una gran xarxa d'autopistes, la qual contribueix a una baixa densitat de trànsit a l'interior de la ciutat.
La ciutat té al seu abast un gran nombre de carreteres interestatals, incloent-hi la Interestatal 20, la Interestatal 30, la Interestatal 35E (Texas) i la Interestatal 45. El sistema de carreteres de la ciutat està construït de manera que sembla una roda de carro. Hi trobem també la Interestatal 635 (Texas), o Interstatal 20, que circula fins al centre. Dins d'aquestes voltes de carretera n'hi ha d'altres de secundàries. Hi ha plans per construir una ronda a 70 km del centre de la ciutat.